# Lukaskirche (Gütersloh)
Die Lukaskirche ist ein Kirchengebäude der Syrisch-Orthodoxen Kirche von Antiochien im Ortsteil Kattenstroth der ostwestfälischen Kreisstadt Gütersloh.
In Gütersloh und Umgebung lebt die bezogen auf die Einwohnerzahl größte aramäische Gemeinschaft in Deutschland. Die St.-Lukas-Gemeinde ist neben der St.-Stephanus- und der St.-Maria-Gemeinde eine von drei aramäischen Gemeinden im Stadtgebiet.

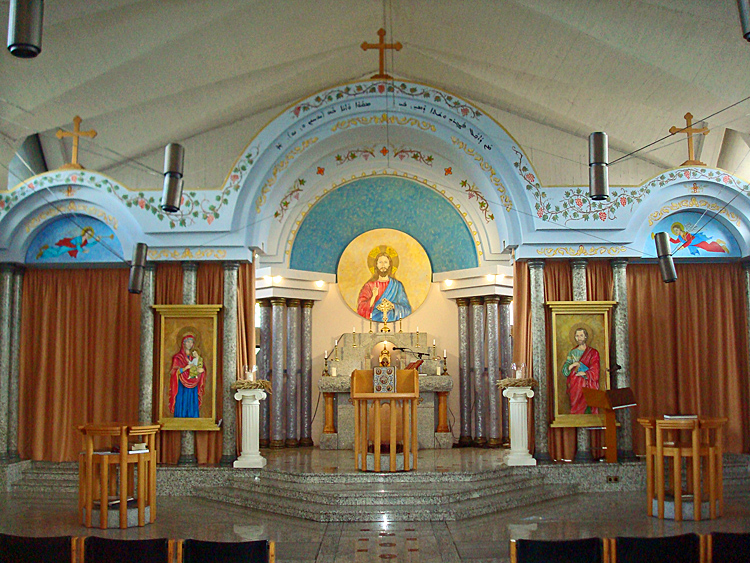
Altar der Lukaskirche

Die Kirche wurde von der Evangelischen Kirchengemeinde Gütersloh erbaut, die sie nach dem Evangelisten Lukas benannte. Die Grundsteinlegung erfolgte am 3. Dezember 1966, der Einweihungsgottesdienst fand am 31. März 1968 statt. Der Gütersloher Architekt Friedhelm Flöttmann entwarf einen Kirchenbau, der Gottesdienstsaal und Gemeinderäume unter einem Dach vereint. Die Gemeinderäume gruppierte er um den Sakralraum, so dass durch Faltwände variable Nutzungsmöglichkeiten entstanden. Mehrere Sondereingänge ermöglichen die gleichzeitige selbständige Nutzung der Einzelbereiche. Als dominierenden Baustoff verwendete Flöttmann Sichtbeton, der neben hohen Palisadenwänden die an der B61 („Westring“) gelegene Kirche vom Verkehrslärm abschirmen soll. Eine weitere markante bauliche Besonderheit ist die gefaltete Dachkonstruktion. Die Kirche besitzt einen freistehenden Glockenturm. Die Eingangswand schmückt das in den Sichtbeton eingelasse Bibelzitat „Himmel und Erde werden vergehen / Aber meine Worte vergehen nicht“ (Matthäus 24,35, Lukas 21,33).
Im Sommer 1999 übernahm die syrisch-orthodoxe Gemeinde das Gebäude. Am 5. Dezember 1999 besuchte Bischof Dionysios İsa Gürbüz aus Anlass der Priesterweihe von Asa Icar (* 1963 in Bethkustan, Türkei) die St.-Lukas-Kirche. 2024 wurde Asa Icar in der St.-Pankratius-Kirche zum Pfarrdechanten der St.-Lukas-Gemeinde geweiht.